# Parafia Najświętszej Maryi Panny Różańcowej w Sosnowcu
Parafia Najświętszej Maryi Panny Różańcowej w Sosnowcu – rzymskokatolicka parafia położona w dekanacie św. Jadwigi Śląskiej, diecezji sosnowieckiej, metropolii częstochowskiej. Erygowana w styczniu 1985 roku.